# Electronic Data Interchange for Administration, Commerce and Transport
EDIFACT is een internationale standaard voor elektronisch gegevensuitwisseling (electronic data interchange, EDI). EDIFACT is opgezet door de Verenigde Naties en is een afkorting van (United Nations) Electronic Data Interchange for Administration, Commerce and Transport en werd het eerst gepubliceerd in maart 1987. Verantwoordelijk voor deze standaard is de CEFACT binnen de Verenigde Naties instelling UNECE. De ISO heeft deze standaard geadopteerd onder nummer ISO 9735 (anno 2008 versie 2002).

## Beschrijving
De standaard beschrijft de opmaak van het bericht dat gebruikt wordt voor de elektronische gegevensuitwisseling tussen ondernemingen, met als doel het schriftelijke verkeer bij handelstransacties tot een minimum te beperken. Deze standaard wordt hoofdzakelijk gebruikt in Europa, maar wordt steeds meer als standaard voor de hele wereld gezien en geaccepteerd.
Gedefinieerd wordt de syntaxis van de gegevenselementen enerzijds en de betekenis van de verschillende elementen anderzijds. Daarbij komt nog de definitie hoe deze gegevens in een bericht, dat wordt verstuurd, worden opgebouwd.
De berichten zorgen ervoor dat verschillende computerprogramma's met hun eigen standaarden, toch met elkaar kunnen communiceren. Daarbij vindt wel een vertaling plaats bij zowel de zender als de ontvanger van het bericht, waarbij de EDIFACT informatie wordt omgezet naar of vanuit het ERP-programma dat doorgaans met andere standaarden werkt.

## Voordelen
Er is een aantal voordelen te noemen tegenover de schriftelijke afhandeling van transacties:
- De snelheid van de transactie
- De kosten van de transactie
- Voorkomen van fouten ontstaan door interpretatie van gegevens
- Het leidt ook tot standaardisering van diensten en producten

## Voorbeeld
Een voorbeeld van een EDIFACT-document dat een antwoord geeft op een aanvraag van beschikbaarheid van een product binnen de luchtvaartsector:
```
 UNB+IATB:1+6XPPC+LHPPC+940101:0950+1'
 UNH+1+PAORES:93:1:IA'
 MSG+1:45'
 IFT+3+XYZCOMPANY AVAILABILITY'
 ERC+A7V:1:AMD'
 IFT+3+GEEN VLUCHTEN BESCHIKBAAR'
 ODI'
 TVL+240493:1000::1220+FRA+JFK+DL+400+C'
 PDI++C:3+Y::3+F::1'
 APD+74C:0:::6++++++6X'
 TVL+240493:1740::2030+JFK+MIA+DL+081+C'
 PDI++C:4'
 APD+EM2:0:1630::6+++++++DA'
 UNT+13+1'
 UNZ+1+1'

```

Elke regel begint met een element van letters gescheiden met de daarbij behorende beschrijving door een plus (+), een plaatshouder. Normaliter wordt de tekst direct achter elkaar geschreven, maar in dit voorbeeld is de tekst voor de duidelijkheid in regels verdeeld.
Voorbeelden:
IFT+3+GEEN VLUCHTEN BESCHIKBAAR’ - Dit is een 'vrije tekst' die de tekst 'GEEN VLUCHTEN BESCHIKBAAR' overdraagt.
UNT+13+1’ is een controle-element dat aangeeft dat het bericht uit dertien segmenten bestaat.

## XML
XML wordt steeds meer gebruikt als alternatief voor EDIFACT. Hoewel de XML-bestanden groter zijn, is het door zijn structuur duidelijker om te lezen. EDIFACT is wijd verspreid en wordt dus veel ingezet, waardoor de vervanging van EDIFACT door XML niet of pas op de lange duur zal plaatsvinden.